# Coupe du Portugal de football 1967-1968
Navigation
1966-1967 1968-1969

La Coupe du Portugal de football 1967-1968 est la 28e édition de la Coupe du Portugal de football, considéré comme le deuxième trophée national le plus important derrière le championnat. 
La finale est jouée le 22 juin 1969, au stade national du Jamor, entre le FC Porto et le Vitória Setúbal. Le FC Porto remporte son troisième trophée en battant le Vitória Setúbal 2 à 1. Le FC Porto se qualifie pour la Coupe d'Europe des vainqueurs de coupe de football 1968-1969.

## Finale
| 22 juin 1968 | FC Porto         | 2 - 1   | Vitória Setúbal | Stade national du Jamor    |                            |
|              |                  | (2 - 1) |                 | Arbitrage : Joaquim Campos | Arbitrage : Joaquim Campos |
|              | Feuille de match |         |                 | Arbitrage : Joaquim Campos | Arbitrage : Joaquim Campos |